# Slått
En slått är ett stycke instrumental norsk folkmusik. Till slåtter räknas i första hand musik av äldre typ, såsom  halling, gangar, springar och pols. Beteckningen kommer av att man i fornnordiskt språkbruk använde "slå" i stället för "spela" om vissa stråkinstrument. 
Kompositören Edvard Griegs opus 72 är en bearbetning av spelmannen Knut Dales slåtter. Bland spelmän som gjort sig kända främst för slåtter finns förutom Dale även Håvard Gibøen och Torgeir "Myllarguten" Augundsson.